# Bèlmont (Gers)
Bèlmont (occità) o Belmont (francès) és un municipi francès al departament del Gers (regió d'Occitània).

## Geografia

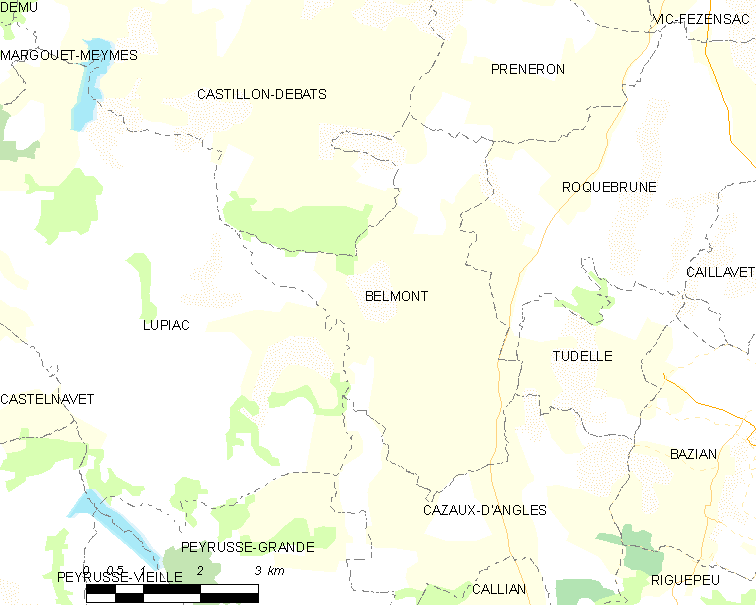
Mapa de la comuna de Bèlmont

## Demografia
| 1962                                       | 1968 | 1975 | 1982 | 1990 | 1999 | 2006 |
| ------------------------------------------ | ---- | ---- | ---- | ---- | ---- | ---- |
| 258                                        | 246  | 225  | 191  | 165  | 150  | 150  |
| Des de 1962: població sense dobles comptes |      |      |      |      |      |      |